# Битка при Аскулум (209 пр.н.е.)
Вижте пояснителната страница за други значения на Битка при Аскулум.
Битката при Аскулум или Битката при Канузиум (на латински: Asculum, Canusium) е битка през 209 пр.н.е. при Аскулум в Апулия между Картаген с Ханибал и Римската република с проконсул Марк Клавдий Марцел (с 20 000 войници) по време на Втората пуническа война и завършва след три дни без резултат.